# مونتاوک (نیویورک)
مونتاوک (به انگلیسی: Montauk) یک منطقهٔ مسکونی در ایالات متحده آمریکا است که در شهرستان سافک، نیویورک واقع شده‌است. مونتاوک ۵۱٫۲ کیلومتر مربع مساحت و ۳٬۳۲۶ نفر جمعیت دارد و ۱۰ متر بالاتر از سطح دریا قرار دارد.